# Васил Чакъров
Васил Георгиев Чакъров – ЧАК е български художник.

## Биография
Роден е в Багренци, община Кюстендил на 30 април 1934 г.
Завършва Учителския институт в Дупница. Започва работа като учител в с. Ярлово, Самоковско, (1957-1961) и Самоков (1961-1981).
Организира самостоятелни изложби в Кюстендил, София (2004) и Самоков (1973, 2007). Участва в множество окръжни и общи художествени изложби в СССР, Полша, Унгария, Чехословакия, Дания и др. Лауреат на националната награда за живопис „Захари Зограф“ за 2008 г.
Член на Съюза на българските художници (от 1979).